# Pierre Gaston Henri de Livron
Pierre Gaston Henry de Livron est un général français de la Révolution et de l’Empire, né le 3 octobre 1770 à Pau dans les Pyrénées-Atlantiques et mort le 23 février 1831 à Paris.

## Biographie
Il entre en service comme volontaire au corps des carabiniers de Monsieur et passe sous-lieutenant le 25 avril 1786. Capitaine le 19 août 1789, il devient aide de camp du lieutenant-général de Chabrillan en août 1791.
En 1807, il se trouve à l’état-major du général Reynier en Italie, et en 1808, il passe au service de Naples. Nommé colonel des chevau-légers de la Garde royale napolitaine le 27 février 1810, il prend les fonctions d'aide de camp de Murat en 1811. Il est promu général de brigade le 19 mars 1813, puis général de division le 2 février 1814, commandant la cavalerie de la Garde napolitaine. Il quitte Naples avec Caroline Murat le 22 mai 1815 mais est retenu prisonnier par les Autrichiens.
De retour en France en 1817, il est fait chevalier de Saint-Louis en 1818, puis entre au service du pacha d’Égypte en 1820. Promu général de brigade honoraire le 7 mars 1821, il meurt le 23 février 1831 à Paris.

## Sources
- (en) « Generals Who Served in the French Army during the Period 1789 - 1814: Eberle to Exelmans »
- Thierry Pouliquen, « Les généraux français et étrangers ayant servis [sic] dans la Grande Armée » (consulté le 26 avril 2014)
- Pierre Gaston Henry d’Abbadie de Livron  sur roglo.eu
- Maurice Henri Weil, Les dessous du congrès de Vienne : 4 janvier-23 décembre 1815, imprimerie Nationale, 1917, p. 689
- Cote S.H.A.T.: 8 YD 2365